# Lough Nillan Bog SPA
Lough Nillan Bog SPA este o arie protejată (arie de protecție specială avifaunistică — SPA) din Irlanda întinsă pe o suprafață de 4.114,35 ha, integral pe uscat.

## Localizare
Centrul sitului Lough Nillan Bog SPA este situat la coordonatele 54°45′33″N 8°15′13″W / 54.759043°N 8.253627°V.

## Înființare
Situl Lough Nillan Bog SPA a fost declarat arie de protecție specială avifaunistică în octombrie 1996 pentru a proteja 3 specii de animale.

## Biodiversitate
Situată în ecoregiunea atlantică, aria protejată nu include niciun habitat protejat.
La baza desemnării sitului se află mai multe specii protejate de  păsări (3): Anser albifrons flavirostris, șoim de iarnă (Falco columbarius), ploier auriu (Pluvialis apricaria).
Pe lângă speciile protejate, pe teritoriul sitului au mai fost identificate 1 specie de păsări, 2 specii de mamifere.